# Boat
Pour plus de détails, voir Fiche technique et Distribution.
Boat est un court métrage de David Lynch, sorti en janvier 2007.
Écrit et réalisé par David Lynch et se mettant en scène lui-même, le court-métrage est tourné en vidéo numérique et dure 7 minutes, avec un commentaire de sa compagne Emily Stofle.

## Synopsis
Un homme part en hors-bord sur un lac, pendant qu'une voix de femme fait un compte-rendu confus des événements. L'homme dit : « Nous allons essayer d'aller assez vite pour entrer dans la nuit ». Et en effet, le bateau entre dans la nuit.